# فرودگاه آرامک
فرودگاه آرامک (به انگلیسی: Aramac Airport) یک فرودگاه همگانی با کد یاتا AXC است که یک باند فرود آسفالت دارد و طول باند آن ۹۱۴ متر است. این فرودگاه در کشور استرالیا قرار دارد و در ارتفاع ۲۳۲ متری از سطح دریا واقع شده است.